# Croton arlineae
Croton arlineae là một loài thực vật có hoa trong họ Đại kích. Loài này được D.Medeiros, L.Senna & R.J.V.Alves mô tả khoa học đầu tiên năm 2002.